# 钝齿冷水花
钝齿冷水花（学名：Pilea penninervis）是荨麻科冷水花属的植物，是中国的特有植物。分布在中国大陆的广西、云南等地，生长于海拔700米的地区，多生于石灰岩山坡林下石上，目前尚未由人工引种栽培。